# دی‌کبالت ادتات
دی‌کبالت ادتات (به انگلیسی: Dicobalt edetate) با فرمول شیمیایی C۱۰H۱۲Co۲N۲O۸.6H۲O یک ترکیب شیمیایی با شناسه پاب‌کم ۷۱۹۴۲ است. که جرم مولی آن ۴۰۶٫۰۸ ۵۱۴٫۱۸ g/mol می‌باشد. 